# Parque Luis Alfonso Velásquez Flores
El Parque Luis Alfonso Velásquez Flores es uno de los principales espacios recreativos, deportivos y culturales de la ciudad de Managua, Nicaragua. Ubicado en el casco histórico capitalino, es considerado uno de los parques más grandes y completos del país, y lleva el nombre del niño mártir Luis Alfonso Velásquez Flores.

## Historia
El parque fue inaugurado originalmente en 1983 como un homenaje póstumo a Luis Alfonso Velásquez Flores, niño nicaragüense asesinado durante la insurrección contra la dictadura somocista, considerado símbolo de la niñez heroica nicaragüense
Con el paso de los años, el parque cayó en deterioro, hasta que en 2013 fue completamente reconstruido y ampliado por la Alcaldía de Managua como parte del programa de embellecimiento y revitalización de la ciudad. Desde entonces, ha sido objeto de diversas ampliaciones, incluyendo complejos deportivos, áreas temáticas y atracciones modernas.

## Atracciones y espacios
El parque cuenta con múltiples instalaciones que lo convierten en un referente nacional de recreación:
Canchas de baloncesto, fútbol sala, voleibol y béisbol infantil
Pistas para patinaje, ciclismo y caminata
Áreas de juegos infantiles temáticos y mecánicos
Anfiteatro al aire libre para eventos culturales
Parque de diversiones con mini ruedas, trenes y carruseles
Jardines y fuentes danzantes
Cafeterías, sanitarios y vigilancia permanente

## Actividades y eventos
Es común que el parque albergue actividades culturales, festivales infantiles, ferias de salud, eventos deportivos intercolegiales, y celebraciones patrias. También se realizan competencias organizadas por federaciones deportivas y talleres artísticos para niños y jóvenes

## Importancia social
Este parque es uno de los espacios más concurridos por las familias capitalinas. Su recuperación ha contribuido significativamente al acceso equitativo al ocio, la cultura y el deporte. También es símbolo de memoria histórica por el nombre que porta y su ubicación estratégica en el centro de Managua.